# Lasalle, Gard
Lasalle este o comună în departamentul Gard din sudul Franței. În 2009 avea o populație de 1.047 de locuitori.

## Evoluția populației
| An        | 1975  | 1982  | 1990  | 1999  | 2006  | 2009  |
| --------- | ----- | ----- | ----- | ----- | ----- | ----- |
| Populație | 1.018 | 1.040 | 1.007 | 1.033 | 1.052 | 1.047 |